# Erzbergbahn
| 197.301 und 97.208 im Bahnhof Eisenerz |                                                         |                                            |                                            |
| Streckennummer (ÖBB): | 220 01 (Eisenerz–Hieflau) 412 01 (Leoben Hbf–Trofaiach) |                                            |                                            |
| Kursbuchstrecke (ÖBB): | 61 (bis 2001)                                           |                                            |                                            |
| Streckenlänge: | 52 km                                                   |                                            |                                            |
| Spurweite: | 1435 mm (Normalspur)                                    |                                            |                                            |
| Maximale Neigung: | 74 ‰                                                    |                                            |                                            |
| Minimaler Radius: | 182 m                                                   |                                            |                                            |
| Streckengeschwindigkeit: | 80 km/h                                                 |                                            |                                            |
| |                                                         |                                            |                                            |
| \| \| \| von Bruck an der Mur \| \| \| \| −0,500 \| Leoben Hbf \| 540 m ü. A. \| \| \| \| Donawitzer Straße Am Tivoli \| \| \| \| 2,636 \| Leoben Donawitz \| 596 m ü. A. \| \| \| 5,131 \| Sankt Peter-Freienstein \| Sankt Peter-Freienstein \| \| \| 5,786 \| Sankt Peter-Freienstein Ort \| Sankt Peter-Freienstein Ort \| \| \| 7,047 \| Gmeingrube (02.06.1996 aufgelassen) \| Gmeingrube (02.06.1996 aufgelassen) \| \| \| \| Donawitzer Straße \| \| \| \| 8,798 \| Trofaiach \| Trofaiach \| \| \| 10,186 \| Gladen \| Gladen \| \| \| 11,357 \| Hafning \| Hafning \| \| \| \| Eisen Straße \| \| \| \| 13,245 \| Friedauwerk \| Friedauwerk \| \| \| 14,92419,953 \| Vordernberg \| 768 m ü. A. \| \| \| 18,775 \| Vordernbergbach-Viadukt (56 m) \| Vordernbergbach-Viadukt (56 m) \| \| \| 18,500 \| Rebenburghof-Viadukt (34 m) \| Rebenburghof-Viadukt (34 m) \| \| \| 18,091 \| Vordernberg Markt \| 844 m ü. A. \| \| \| 17,856 \| Rötzgraben-Viadukt (45 m) \| Rötzgraben-Viadukt (45 m) \| \| \| 17,074 \| Schönauhalde[2] \| 896 m ü. A. \| \| \| 14,643 \| Glaslbremse \| 1042 m ü. A. \| \| \| \| Eisen Straße \| \| \| \| 11,932 \| Präbichl \| 1204 m ü. A. \| \| \| \| \| \| \| \| 11,139 \| Präbichltunnel (590,8 m) Eisen Straße (2×) \| Präbichltunnel (590,8 m) Eisen Straße (2×) \| \| \| \| \| \| \| \| 10,500 \| Weinzettelgraben-Viadukt (72 m) \| Weinzettelgraben-Viadukt (72 m) \| \| \| 9,800 \| Hochbruckengraben-Viadukt (109 m) \| Hochbruckengraben-Viadukt (109 m) \| \| \| 9,270 \| Feistawiese \| 1100 m ü. A. \| \| \| 7,821 \| Plattentunnel (1393,7 m) \| Plattentunnel (1393,7 m) \| \| \| 7,610 \| Erzberg \| 1070 m ü. A. \| \| \| 7,053 \| Lawinenwarnposten \| Lawinenwarnposten \| \| \| 6,926 \| Weiritzgraben-Viadukt (117 m) \| Weiritzgraben-Viadukt (117 m) \| \| \| 5,743 \| Sauerbrunngraben-Viadukt (92 m) \| Sauerbrunngraben-Viadukt (92 m) \| \| \| 4,670 \| Blumau \| 900 m ü. A. \| \| \| 3,895 \| Kressenbergtunnel (151,3 m) \| Kressenbergtunnel (151,3 m) \| \| \| 2,930 \| Ramsaubach-Viadukt (100 m) \| Ramsaubach-Viadukt (100 m) \| \| \| 2,655 \| Klammwaldtunnel (261,7 m) \| Klammwaldtunnel (261,7 m) \| \| \| \| Huntslauf \| \| \| \| 1,449 \| Krumpental \| 722 m ü. A. \| \| \| 1,201 \| Anschlussbahn Voestalpine \| Anschlussbahn Voestalpine \| \| \| 0,712 \| Schichtturmtunnel (132,4 m) \| Schichtturmtunnel (132,4 m) \| \| \| 0,00014,480 \| Eisenerz \| 692 m ü. A. \| \| \| \| Anschlussbahn CCI Modulbau \| \| \| \| 12,000 \| Münichtal \| Münichtal \| \| \| 11,100 \| Leopoldsteiner See \| Leopoldsteiner See \| \| \| \| Eisen Straße \| \| \| \| \| Eisen Straße \| \| \| \| \| Erzbach \| \| \| \| 5,700 \| Jassingau \| Jassingau \| \| \| \| Erzbach (2×) \| \| \| \| \| Waldbahn Radmer \| \| \| \| 2,900 \| Radmer \| Radmer \| \| \| \| Eisen Straße (2×) \| \| \| \| \| Erzbach \| \| \| \| 0,847 \| Hieflau Verschiebebahnhof \| Hieflau Verschiebebahnhof \| \| \| \| Rudolfsbahn nach Amstetten \| \| \| \| 0,173 \| Waagtunnel (93 m) \| Waagtunnel (93 m) \| \| \| 0,000 \| Hieflau \| 489 m ü. A. \| \| \| \| Rudolfsbahn nach Selzthal \| \| |                                                         |                                            |                                            |
| Strecke |                                                         | von Bruck an der Mur                       | von Bruck an der Mur                       |
| Bahnhof | −0,500                                                  | Leoben Hbf                                 | 540 m ü. A.                                |
| Strecke mit Straßenbrücke |                                                         | Donawitzer Straße Am Tivoli                | Donawitzer Straße Am Tivoli                |
| Dienststation / Betriebs- oder Güterbahnhof | 2,636                                                   | Leoben Donawitz                            | 596 m ü. A.                                |
| ehemaliger Dienststation / Betriebs- oder Güterbahnhof | 5,131                                                   | Sankt Peter-Freienstein                    | Sankt Peter-Freienstein                    |
| Blockstelle | 5,786                                                   | Sankt Peter-Freienstein Ort                | Sankt Peter-Freienstein Ort                |
| ehemaliger Haltepunkt / Haltestelle | 7,047                                                   | Gmeingrube (02.06.1996 aufgelassen)        | Gmeingrube (02.06.1996 aufgelassen)        |
| Strecke mit Straßenbrücke |                                                         | Donawitzer Straße                          | Donawitzer Straße                          |
| Dienststation / Betriebs- oder Güterbahnhof | 8,798                                                   | Trofaiach                                  | Trofaiach                                  |
| ehemaliger Haltepunkt / Haltestelle | 10,186                                                  | Gladen                                     | Gladen                                     |
| ehemaliger Haltepunkt / Haltestelle | 11,357                                                  | Hafning                                    | Hafning                                    |
| Strecke mit Straßenbrücke |                                                         | Eisen Straße                               | Eisen Straße                               |
| ehemaliger Haltepunkt / Haltestelle | 13,245                                                  | Friedauwerk                                | Friedauwerk                                |
| Bahnhof | 14,92419,953                                            | Vordernberg                                | 768 m ü. A.                                |
| | 18,775                                                  | Vordernbergbach-Viadukt (56 m)             | Vordernbergbach-Viadukt (56 m)             |
| | 18,500                                                  | Rebenburghof-Viadukt (34 m)                | Rebenburghof-Viadukt (34 m)                |
| Bahnhof | 18,091                                                  | Vordernberg Markt                          | 844 m ü. A.                                |
| | 17,856                                                  | Rötzgraben-Viadukt (45 m)                  | Rötzgraben-Viadukt (45 m)                  |
| ehemaliger Dienststation / Betriebs- oder Güterbahnhof | 17,074                                                  | Schönauhalde                               | 896 m ü. A.                                |
| ehemaliger Haltepunkt / Haltestelle | 14,643                                                  | Glaslbremse                                | 1042 m ü. A.                               |
| Brücke |                                                         | Eisen Straße                               | Eisen Straße                               |
| Bahnhof | 11,932                                                  | Präbichl                                   | 1204 m ü. A.                               |
| |                                                         |                                            |                                            |
| Tunnel | 11,139                                                  | Präbichltunnel (590,8 m) Eisen Straße (2×) | Präbichltunnel (590,8 m) Eisen Straße (2×) |
| |                                                         |                                            |                                            |
| | 10,500                                                  | Weinzettelgraben-Viadukt (72 m)            | Weinzettelgraben-Viadukt (72 m)            |
| | 9,800                                                   | Hochbruckengraben-Viadukt (109 m)          | Hochbruckengraben-Viadukt (109 m)          |
| ehemaliger Haltepunkt / Haltestelle | 9,270                                                   | Feistawiese                                | 1100 m ü. A.                               |
| Tunnel | 7,821                                                   | Plattentunnel (1393,7 m)                   | Plattentunnel (1393,7 m)                   |
| Bahnhof | 7,610                                                   | Erzberg                                    | 1070 m ü. A.                               |
| Strecke nach links | 7,053                                                   | Lawinenwarnposten                          | Lawinenwarnposten                          |
| | 6,926                                                   | Weiritzgraben-Viadukt (117 m)              | Weiritzgraben-Viadukt (117 m)              |
| | 5,743                                                   | Sauerbrunngraben-Viadukt (92 m)            | Sauerbrunngraben-Viadukt (92 m)            |
| ehemalige Blockstelle | 4,670                                                   | Blumau                                     | 900 m ü. A.                                |
| Tunnel | 3,895                                                   | Kressenbergtunnel (151,3 m)                | Kressenbergtunnel (151,3 m)                |
| | 2,930                                                   | Ramsaubach-Viadukt (100 m)                 | Ramsaubach-Viadukt (100 m)                 |
| Tunnel | 2,655                                                   | Klammwaldtunnel (261,7 m)                  | Klammwaldtunnel (261,7 m)                  |
| Kreuzung geradeaus unten (Querstrecke außer Betrieb) |                                                         | Huntslauf                                  | Huntslauf                                  |
| Betriebs-/Güterbahnhof Streckenanfang · ehemaliger Haltepunkt / Haltestelle | 1,449                                                   | Krumpental                                 | 722 m ü. A.                                |
| Strecke nach links · Abzweig geradeaus und von rechts | 1,201                                                   | Anschlussbahn Voestalpine                  | Anschlussbahn Voestalpine                  |
| Tunnel | 0,712                                                   | Schichtturmtunnel (132,4 m)                | Schichtturmtunnel (132,4 m)                |
| Dienststation / Betriebs- oder Güterbahnhof | 0,00014,480                                             | Eisenerz                                   | 692 m ü. A.                                |
| Abzweig geradeaus und nach links |                                                         | Anschlussbahn CCI Modulbau                 | Anschlussbahn CCI Modulbau                 |
| ehemaliger Bahnhof | 12,000                                                  | Münichtal                                  | Münichtal                                  |
| ehemaliger Haltepunkt / Haltestelle | 11,100                                                  | Leopoldsteiner See                         | Leopoldsteiner See                         |
| Bahnübergang |                                                         | Eisen Straße                               | Eisen Straße                               |
| Brücke |                                                         | Eisen Straße                               | Eisen Straße                               |
| Brücke über Wasserlauf |                                                         | Erzbach                                    | Erzbach                                    |
| ehemaliger Haltepunkt / Haltestelle | 5,700                                                   | Jassingau                                  | Jassingau                                  |
| Brücke über Wasserlauf |                                                         | Erzbach (2×)                               | Erzbach (2×)                               |
| Strecke · Strecke von links (außer Betrieb) |                                                         | Waldbahn Radmer                            | Waldbahn Radmer                            |
| ehemaliger Bahnhof · Kopfbahnhof Streckenende (Strecke außer Betrieb) | 2,900                                                   | Radmer                                     | Radmer                                     |
| Brücke |                                                         | Eisen Straße (2×)                          | Eisen Straße (2×)                          |
| Brücke über Wasserlauf |                                                         | Erzbach                                    | Erzbach                                    |
| Dienststation / Betriebs- oder Güterbahnhof | 0,847                                                   | Hieflau Verschiebebahnhof                  | Hieflau Verschiebebahnhof                  |
| Abzweig geradeaus und nach rechts |                                                         | Rudolfsbahn nach Amstetten                 | Rudolfsbahn nach Amstetten                 |
| Tunnel | 0,173                                                   | Waagtunnel (93 m)                          | Waagtunnel (93 m)                          |
| Bahnhof | 0,000                                                   | Hieflau                                    | 489 m ü. A.                                |
| Strecke |                                                         | Rudolfsbahn nach Selzthal                  | Rudolfsbahn nach Selzthal                  |

Die Erzbergbahn ist eine eingleisige, normalspurige Eisenbahnstrecke in der Obersteiermark, die Hieflau im Ennstal über den Präbichl (1204 m) mit Leoben im Murtal verbindet. Ihre Bedeutung liegt vor allem im Abtransport von Eisenerz des steirischen Erzbergs. Der Abschnitt von Vordernberg nach Eisenerz weist Steigungen bis 71 ‰ auf und wurde bis 1978 als Zahnradbahn betrieben. Häufig bezieht sich der Begriff Erzbergbahn nur auf diesen Abschnitt. Der reguläre Personenverkehr wurde im Zeitraum 1988 bis 2001 abschnittweise eingestellt.
Am Erzberg werden aktuell jährlich 3 Millionen Tonnen Eisenerz abgebaut. Diese werden auf der Erzbergbahn von der Verladestelle Krumpental nach Hieflau und von dort weiter zu den Stahlwerken in Linz und Donawitz befördert. Der Abschnitt von Leoben nach Trofaiach wird für den Güterverkehr zu den dort ansässigen Betrieben verwendet. Beide Abschnitte sind elektrifiziert und befinden sich im Eigentum der Österreichischen Bundesbahnen. Die Bergstrecke wird als Museumsbahn betrieben und befindet sich im Eigentum des Vereins Erzbergbahn. Der Abschnitt Trofaiach – Vordernberg ist seit 2018 im Eigentum vom Land Steiermark und wird vom Verein Erzbergbahn gepachtet. Er soll zukünftig in den Museumsbahnbetrieb mit einbezogen werden.

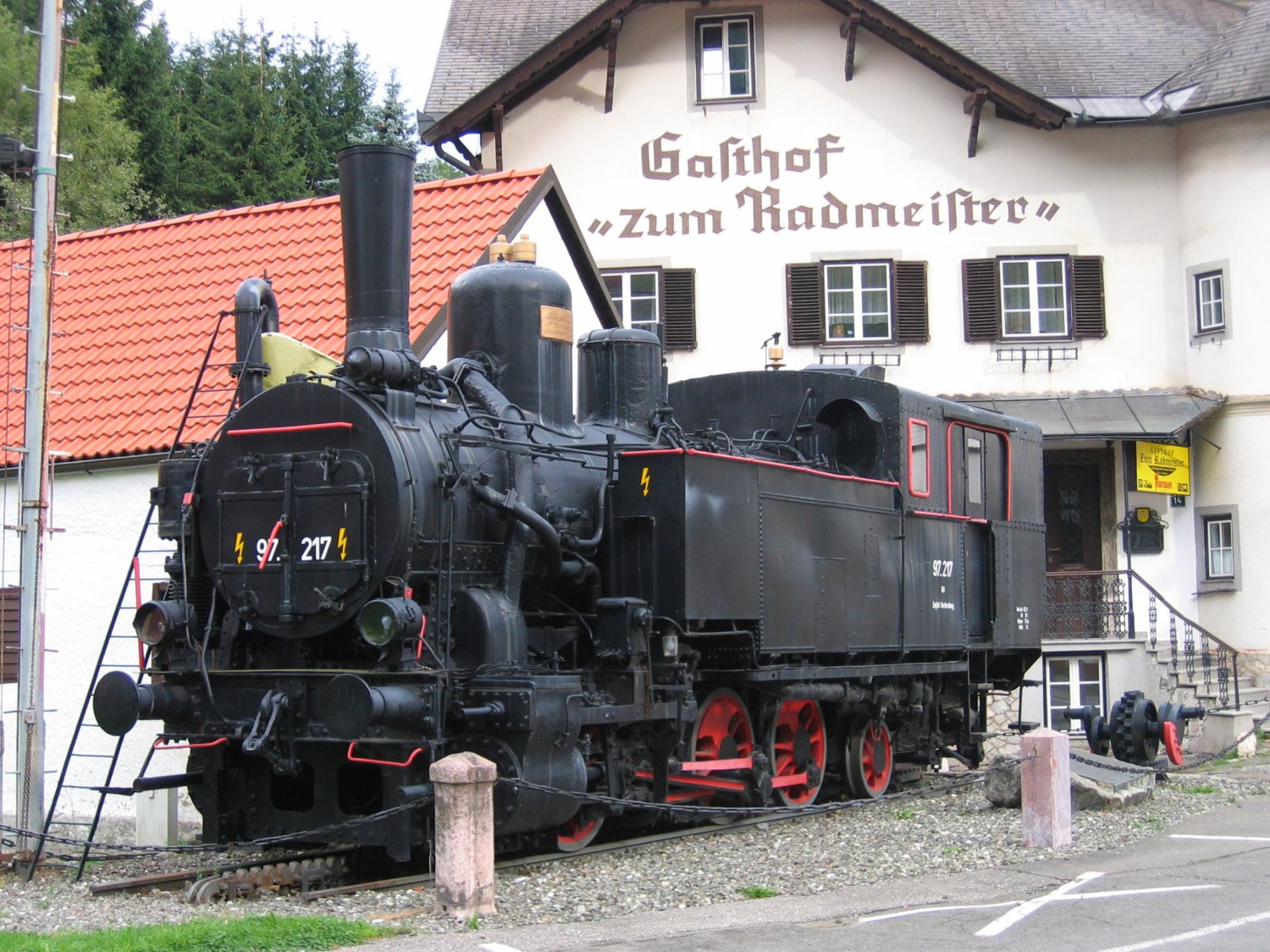
Die 97.217 wurde als Denkmal auf dem Hauptplatz von Vordernberg aufgestellt.

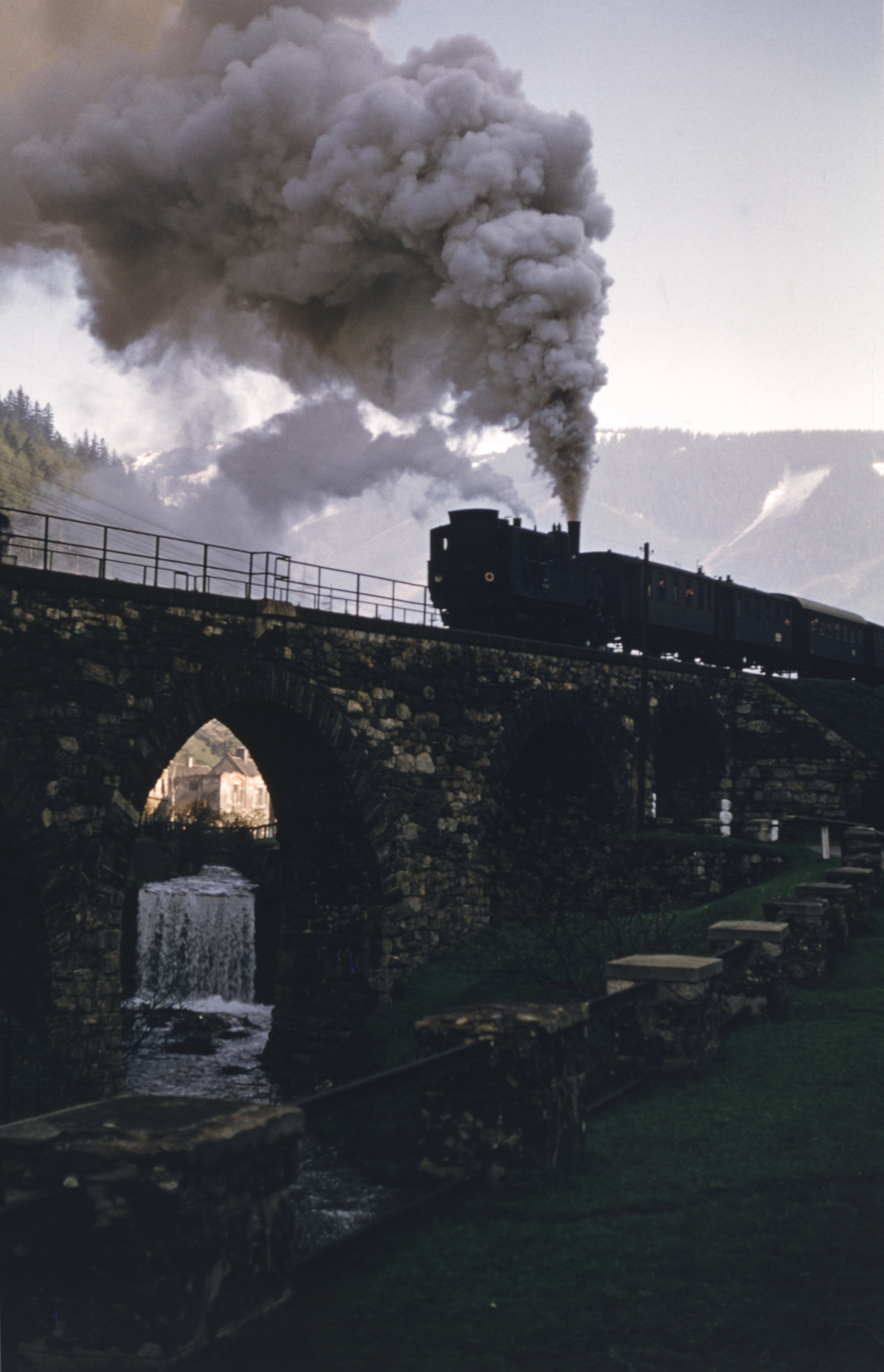
Geschobener Personenzug (1957)

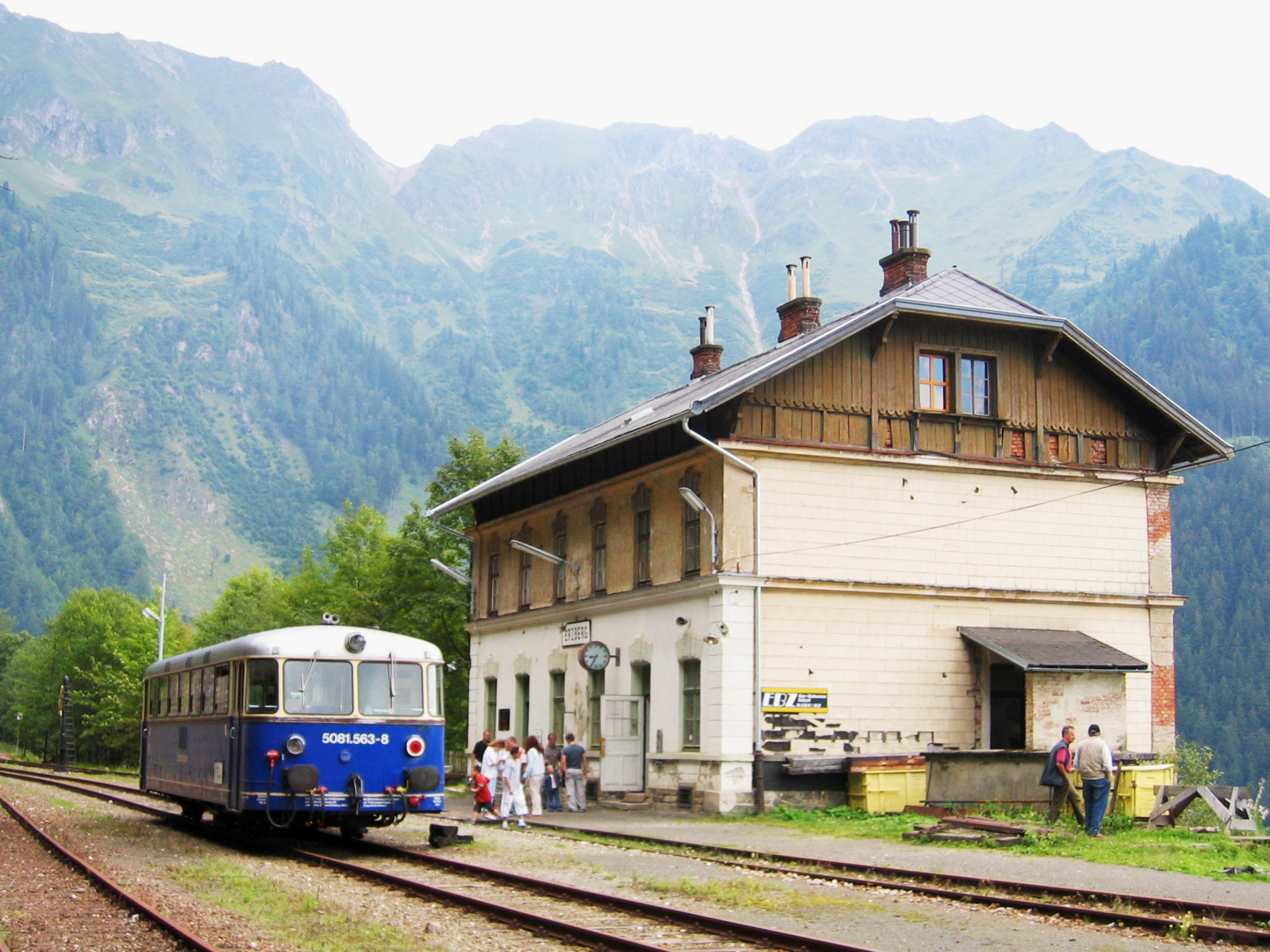
Schienenbus der Reihe 5081 im Bahnhof Erzberg

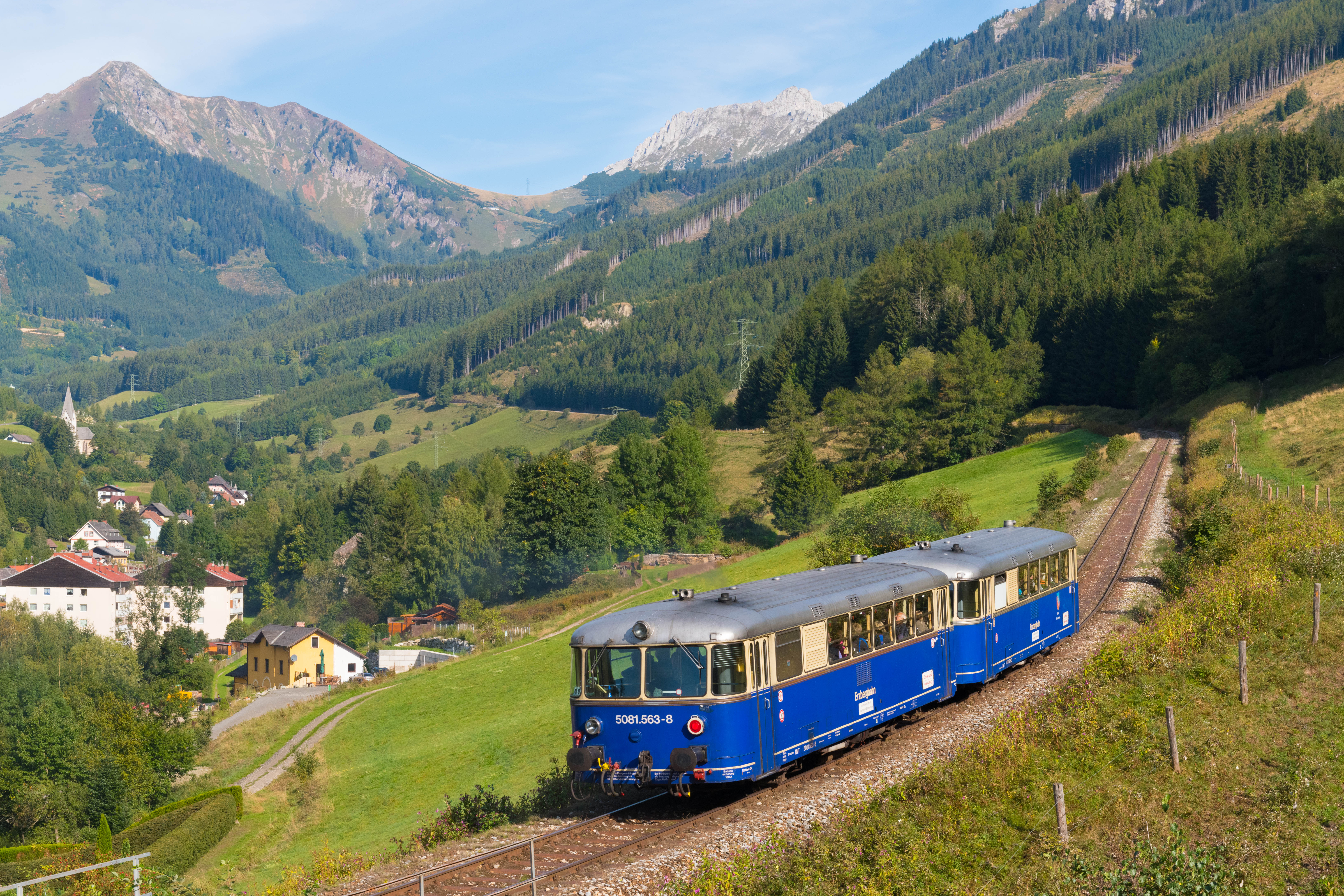
Schienenbusgarnitur auf Bergfahrt bei Vordernberg

## Geschichte

### Vorgeschichte
Schon im Jahre 1864 wurde die Strecke zu den „nothwendig anerkannten Projecten“ gezählt.
Die Bahnstrecke entstand zunächst in Form von zwei Stichlinien: als (Leoben-)Vordernberger Bahn von Leoben nach Vordernberg (eröffnet am 18. Mai 1872 durch die k.k. privilegierte Leoben-Vordernberger Bahn) sowie die Erzbachbahn von Hieflau nach Eisenerz (eröffnet am 6. Jänner 1873 durch die Kronprinz Rudolfs-Bahn).
Die Eröffnung der Vordernberger Bahn (Personen- wie Frachtverkehr durch zwei gemischte Züge pro Tag) war bereits für Jänner des Jahres 1872 in Aussicht genommen worden. Es trat jedoch unter anderem ab 19. Jänner wegen eines in Trofaiach entbrannten Arbeitertumults eine Verzögerung ein, der die Kürzung von Stundenlöhnen zum Anlass hatte. Ab 19. März 1872 wurde die Strecke mit einer Maschine befahren, am 2. April kamen fünf mit 28 Arbeitern besetzte Schotterwagen in der Station Friedau ins Rollen, rasten nach über sieben Fahrkilometern in der Station St. Peter in einen abgestellten Arbeitswagen, entgleisten und richteten erheblichen Schaden an der Strecke an; das Leben eines (unterwegs abgesprungenen) Arbeiters wurde beklagt. Mit der Eröffnung am 18. Mai 1872 der von der k.k. priv. Südbahn-Gesellschaft geführten Bahnstrecke wurden die Stationen Leoben, Donawitz, St. Peter-Freyenstein, Gemeindegrub, Trofajoch (sic!) und Vordernberg für den Personen- und Sachenverkehr freigegeben, die Haltestelle Hafning für den Personen- und Gepäcksverkehr.
1881 ging die Innerberger Hauptgewerkschaft in der Österreichisch-Alpinen Montangesellschaft auf, diese begann den Abbau am Erzberg zu intensivieren.

### Bau und Eröffnung
1887 wurde mit Planung des Abschnitts über den Präbichl begonnen, es war von Beginn an feststehend, dass die Bahn als Zahnradbahn nach dem System Abt errichtet wird. Am 10. Oktober 1888 wurde die Konzession erteilt und ausgeführt wurde der Bau von der am 8. Mai 1889 gegründeten Aktiengesellschaft Localbahn Eisenerz-Vordernberg, die zur Österreichischen Alpine Montangesellschaft gehörte.
Nach einem ersten Abschnitt als Teststrecke durch Vordernberg konnte am 25. Mai 1891 die Bahnstrecke von Vordernberg auf die Passhöhe eröffnet werden. Allerdings war ein Befahren nur bis etwa zur Hälfte möglich (Haltestelle „Glaslbremse“), weil der Wasservorrat für die Lokomotive zu knapp bemessen war. Erst als im Juni desselben Jahres der Wasserkran in Glaslbremse fertiggestellt war, war der Betrieb zum Bahnhof Präbichl möglich. Am 18. August wurde auch das nördliche Teilstück nach Eisenerz in Betrieb genommen.

### Betriebsgeschichte
Den Betrieb führen von Anfang an die k.k. Staatsbahnen. Am 15. September 1891 fuhr der erste offizielle Güterzug mit Lok 69.04 und fünf Erzwagen mit einer Last von insgesamt 60 Tonnen. Im darauf folgenden Sommer wurde der Personenverkehr aufgenommen.
Schon während des Baus hatte sich auf Grund von Finanzierungsproblemen die Liquidation der Aktiengesellschaft angekündigt und mit 31. Oktober 1893 wurde die Strecke endgültig von den k.k. Staatsbahnen übernommen.
1907 kam es zu einem schweren Unfall infolge Bremsversagens, der Heizer der zu Tal rasenden Lokomotive fand dabei den Tod. Am 11. November 1914 erlitten mehrere Lokomotiven beim Brand des Heizhauses in Vordernberg z. T. schwere Beschädigungen, das Heizhaus selbst brannte bis auf die Grundmauern nieder und musste neu errichtet werden.
Durch laufende Verbesserungen war es möglich, die Zuggewichte sowie die Streckenhöchstgeschwindigkeit anzuheben. Nach der Übernahme der Südbahngesellschaft durch die BBÖ wurde die Übergabe der Züge in Vordernberg wesentlich vereinfacht.
Am 29. Juni 1929 kam es bei der Talfahrt eines Erzzuges von Präbichl nach Vordernberg zu einem neuerlichen schweren Unfall, bei dem sowohl die Lokomotive als auch der Wagenzug entgleisten und umstürzten. Lokführer Messner und sein Heizer Johann Mandl wurden dabei tödlich verletzt. Grund war die Unterlassung der Kupplung der Vakuum-Bremsleitung zwischen zweitem und drittem Waggon, auch die vorgeschriebene Bremsprobe vor der Talfahrt wurde nur mangelhaft durchgeführt.
In den 1920er Jahren wurde mehrmals die Elektrifizierung der Strecke geplant. Ein Projekt von Ganz & Co., die Strecke mit 5000 V Drehstrom auszustatten lehnten die BBÖ ebenso wie ein Alternativprojekt nach dem österreichischen Bahnstromsystem aufgrund von finanziellen Problemen und aus Mangel an technischen Vorbildern ab.
Im Zuge der Weltwirtschaftskrise kam es in den Jahren 1931/32 zu einem bedeutenden Einbruch der Erzförderung, der Verkehr brach rapide von 500.000 auf lediglich 150.000 Tonnen pro Jahr ein. Erst ab 1935 besserte sich die Lage durch den erhöhten Erzbedarfs der Deutschen Rüstungsindustrie, so dass es 1937/38 zur Errichtung einer Verladeanlage im Bahnhof Eisenerz kam. Nach dem Anschluss Österreichs und der Errichtung der Herman Göring-Werke in Linz kam es zu einer Neuausrichtung des Verkehrsstromes mit verstärkten Erztransport über die Nordrampe nach Eisenerz. Der Erzumschlag stieg dadurch auf rund 3 Millionen Tonnen jährlich an.
Im Zweiten Weltkrieg kamen auch Zwangsarbeiter des für den Abbau am Erzberg errichteten KZ Eisenerz (ein Nebenlager des KZ Mauthausen) zur Schneeräumung auf der Bahnstrecke zum Einsatz. Die Bahn blieb weitgehend frei von alliierten Angriffen und war noch am letzten Kriegstag in Betrieb. An diesem brach um 3:00 Früh eine Tragfeder an Lokomotive 97 212 und diese beschädigte dadurch die Weichen 23, 27 und 29 des Bahnhofs Eisenerz.

### Ende des Zahnradbetriebes
Ab 1970 suchte man nach Möglichkeiten, den aufwendigen Zahnradbetrieb rationeller zu gestalten. In diesem Jahr verloren die Stationen Glaslbremse und Schönauhalde ihre Weichen und die Zahnstange wurde zur Verminderung des Erhaltungsaufwandes (vor allem der gefederten Einfahrstücke) von Vordernberg Markt bis Präbichl durchgezogen.
Schritt für Schritt wurde die Traktion auf reinen Adhäsionsbetrieb mit Schienenbussen und Diesellokomotiven umgestellt. Erste Probefahrten im reinen Adhäsionsbetrieb mit der Diesellok 2043.03 zwischen Vordernberg und Vordernberg Markt erfolgten im Januar 1971. Ab 29. Juli 1974 wurde der nur noch spärlich vorhandene Personenverkehr mit den eigens dafür umgebauten Schienenbussen der Baureihe 5081.5 geführt. Der letzte Personenzug mit Dampftraktion verkehrte am 31. August 1975.
Da der Erzverkehr durch die Aufschließung tiefer gelegener Fördergebiete immer mehr im Abnehmen war, ruhte der Erzzugverkehr ab dem 10. Januar 1976 am Wochenende und an Feiertagen. Die Verdieselung des Güterverkehrs erlebte allerdings einen herben Rückschlag, nachdem am 5. November 1976 eine Verschublokomotive der Reihe 2067 außer Kontrolle geriet, entgleiste und über eine Böschung abstürzte, nachdem sie zuvor etwa die halbe Strecke von Präbichl in Richtung Vordernberg ungebremst bergab gerollt war. Trotzdem wurde die Umstellung vorangetrieben und in die für die Führung der Erzzüge vorgesehenen Dieselloks der Baureihe 2043 zusätzliche Sicherheitssysteme (Schienenbremse und Geschwindigkeitsüberwachung) eingebaut (in der Folge als 2043.5 bezeichnet). Am 30. September 1978 fuhr der letzte Dampfzug über die Erzbergbahn, am 6. Dezember auch zum letzten Mal die Diesellok mit Zahnradantrieb. Trotz Protesten von Eisenbahnfreunden wurden die Zahnstangen bis zum 27. September 1980 vollkommen demontiert.
Bereits 1963 erfolgte die Elektrifizierung der Vordernberger Bahn, 1970 wurde auch die Strecke Hieflau–Eisenerz elektrifiziert. 1984 folgte der Abschnitt Eisenerz–Krumpental, somit konnten ab 1984 Erzzüge von Krumpental direkt nach Linz und Donawitz (via Selzthal) durchgehend mit elektrischer Traktion bespannt werden. 1988 wurde noch das rund drei Kilometer lange Streckenstück von Vordernberg nach Vordernberg Markt auf Betreiben der Marktgemeinde elektrifiziert, um einen besseren Anschluss des Personenverkehrs nach Leoben zu ermöglichen.

### Einstellung
1986 wurde, nachdem die neue Erzverladestelle Krumpental in Betrieb gegangen war, der Güterzugverkehr über den Präbichl eingestellt. Auch der Erztransport zum Stahlwerk Donawitz erfolgte nun über die längere aber flachere Strecke über Hieflau. Am 16. März 1988 wurde ein Lawinenabgang, der die Bahntrasse in der Nähe des Bahnhofs Erzberg auf einer Länge von rund 300 Metern verlegte, zum Anlass genommen auch den Personenverkehr auf dem Streckenabschnitt Vordernberg Markt–Eisenerz mit Fahrplanwechsel am 28. Mai 1988 einzustellen. Die Strecke Vordernberg bis Vordernberg Markt wurde für die von Leoben kommenden Personenzüge elektrifiziert.
1999 folgte die Einstellung des Personenverkehrs von Hieflau nach Eisenerz, hier verkehren seitdem nur mehr Erzzüge.
Im Jahr 2001 wurde auch der Personenverkehr im Abschnitt Leoben–Vordernberg Markt eingestellt, es verblieb nur der Güterverkehr bis Trofaiach. Verkehrsinitiativen wie der Verein FAHRGAST Graz/Steiermark bemühen sich um die Wiederaufnahme des Personenverkehrs zwischen Trofaiach und Leoben als Teil eines Schnellbahnnetzes im Mur- und Mürztal. Der Bahnhof St.Peter-Freienstein wurde zwischenzeitig aufgelassen.

### Museumsbahn
Der 1975 gegründete Verein Erzbergbahn führt seit 23. Juni 1990 Museumsbahnbetrieb auf der Bergstrecke zwischen Vordernberg Markt und Eisenerz durch. Der Streckenabschnitt zwischen dem Bahnhof Vordernberg Markt und der Anschlussbahn der Voestalpine in Krumpental wurde hierfür seit 1. Jänner 1990 an den Verein verpachtet. Am 25. Juni 2005 konnte die Teilstrecke rückwirkend zum 1. Jänner durch den Verein angekauft werden. Die Strecke wird von Anfang Juli bis Mitte September an Wochenenden befahren, von Juni bis Oktober sind außerdem Sonderfahrten möglich. Da zwei Pisten des Skigebiets Präbichl die Strecke kreuzen, ist ein Winterbetrieb nicht möglich. Am 17. Juli 2010 wurde die Bahn unterhalb der Station Erzberg durch eine Mure verschüttet. Seit dem Jahr 2018 sind Überstellungen und andere Betriebsfahrten wieder möglich.
Im Jahr 2011 wurde anlässlich des 120-jährigen Bestehens eine Sonderpostmarke der Österreichischen Post herausgegeben.
Seit 2012 sind „diverse Anlagenteile“ der Bahn in Eisenerz und Vordernberg in den Denkmallisten des Bundesdenkmalamtes aufgeführt (vgl. Liste der denkmalgeschützten Objekte in Eisenerz (Steiermark) bzw. Liste der denkmalgeschützten Objekte in Vordernberg). Es handelt sich vor allem um Aufnahmsgebäude und Erzverladeanlagen.
Mit 1. Juni 2013 wurde von den ÖBB der Vertrag zur Benützung der Strecke vom Bahnhof Vordernberg bis Vordernberg Markt durch den Verein Erzbergbahn gekündigt. Es war dem Verein daraufhin nicht mehr möglich, mit seinen im Heizhaus im Bahnhof Vordernberg abgestellten Fahrzeugen seine eigene Strecke zu erreichen, weshalb der Museumsverkehr zwei Saisonen lang ruhte.
Gegen Ende des Jahres 2014 konnte der Verein den Streckenabschnitt Vordernberg Süd – Vordernberg Markt von der ÖBB-Infrastruktur erwerben, wobei über die Kaufsummen Stillschweigen vereinbart wurde. Somit können ab der Saison 2015 wieder Fahrten durchgeführt werden.

#### Ausweitung des Museumsbetriebs bis Trofaiach
Anfang August 2018 wurde vom Land Steiermark der Ankauf des seit dem Jahr 2011 stillgelegten Abschnitts von Trofaiach nach Vordernberg beschlossen. Eine mögliche Nutzung für eine S-Bahn nach Leoben wurde von einem Arbeitskreis zur weiteren Verwendung der Strecke als wirtschaftlich nicht vertretbar eingestuft. Stattdessen wurde der Plan zur Errichtung eines Radwegs auf der Bahntrasse bekanntgegeben.
Im Juni 2019 veranstaltete die Stadtgemeinde Trofaiach eine Bürgerbeteiligung, wobei sich die Mehrheit der Bürger für den Erhalt der Bahntrasse aussprach. Zu dieser mehrtägigen Veranstaltung wurde vom Verein Erzbergbahn, mithilfe vieler eifriger Helfer, die Bahntrasse von Bewuchs freigeschnitten. Seit dem Jahr 2020 wird die Strecke vom Verein gepachtet und soll in den Museumsbetrieb mit einbezogen werden. Für die Verlängerung des öffentlichen Museumsverkehrs von Vordernberg nach Trofaiach sind an der Strecke noch weitere Arbeiten erforderlich.

## Ideen für eine touristische Nachnutzung
Lambert Schönleitner, Abgeordneter zum Steirischen Landtag (Grüne) legte eine Projektidee vor: Die Grand Train Tour of Austria soll ab Wien mit der Semmeringbahn (Gebirgsstrecke von Ghega) nach Leoben, weiter über die Erzbergbahn (... Vordenberg, Erzberg. Hieflau) dann durch das Gesäuse nach Admont und Selzthal, eventuell mit der Salzkammergutbahn via Bad Mitterndorf, Bad Aussee bis zum Bahnhof Hallstatt führen. Das Kernstück von Leoben bis Admont nennt er Erzberg-Gesäuse-Express, hier liegen die Besuchspunkte Montanhistorisches Museum Radwerk 4, Schaubergwerk Erzberg, Köhlerzentrum Hieflau, Nationalpark Gesäuse und die Bibliothek im Kloster Admont. Die Idee lehnt sich an den Glacier-Express und die Grand Train Tour of Switzerland an.

## Streckenverlauf

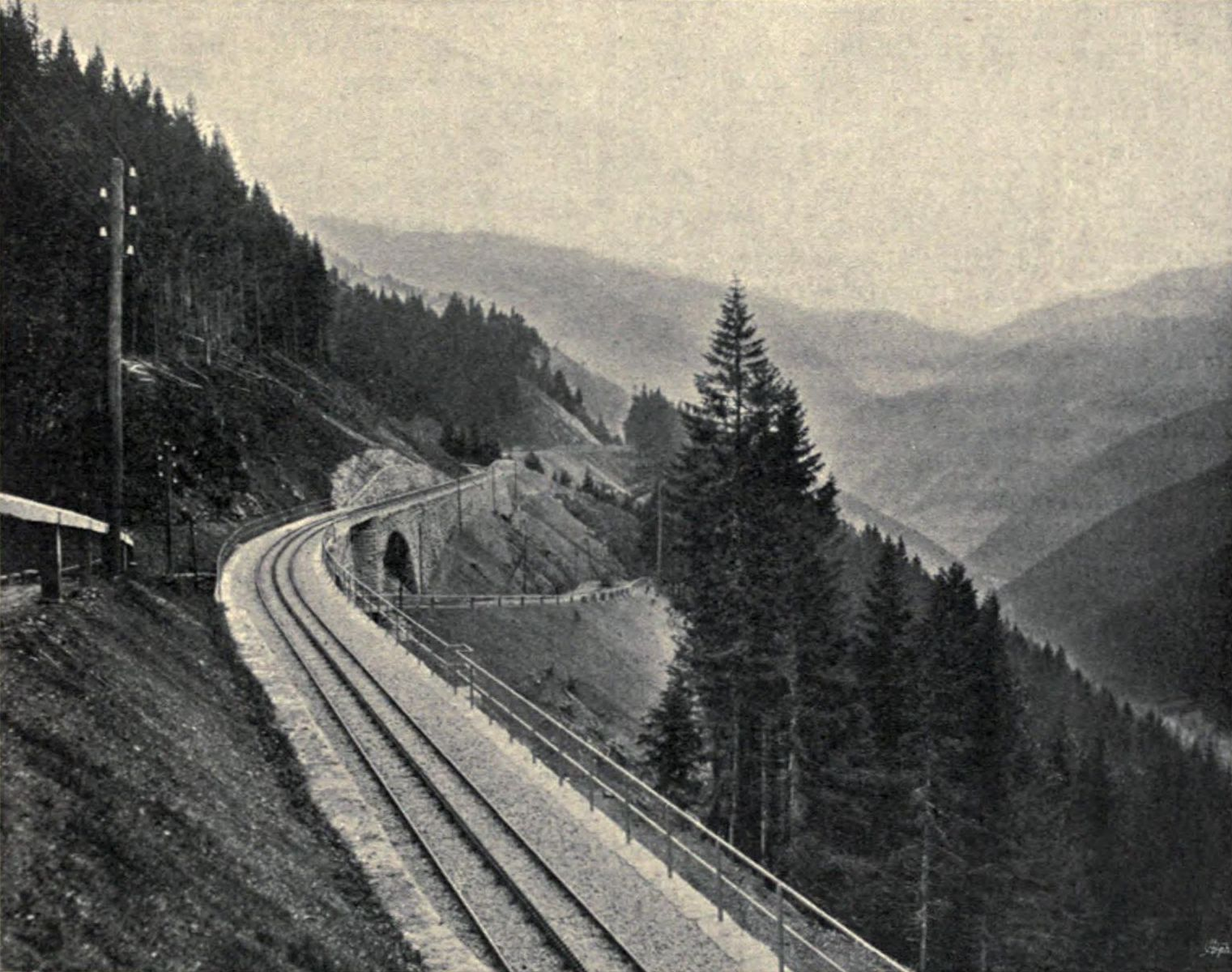
Streckenverlauf im Kilometer 10.2 (1891)

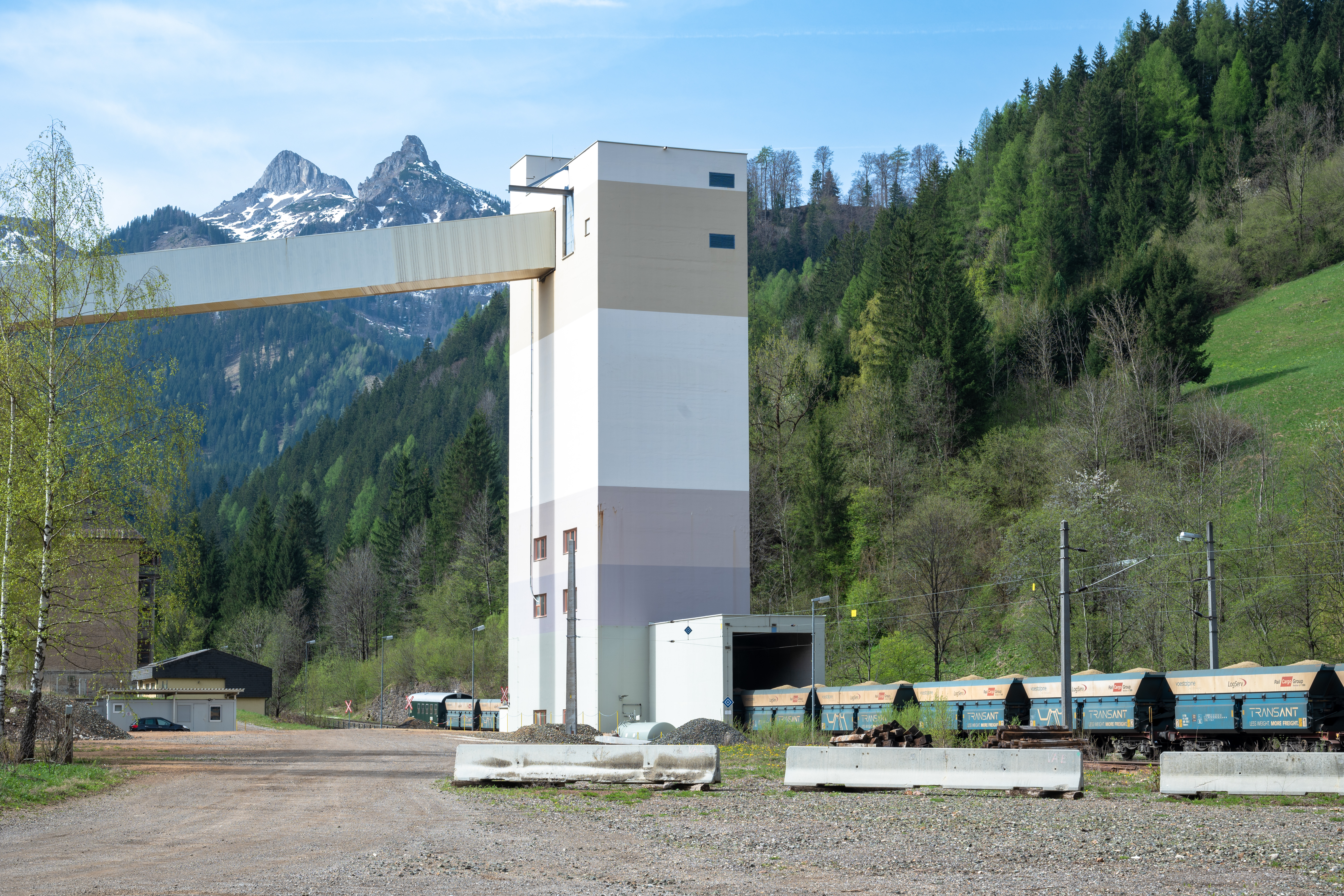
Erzzug in der Verladestelle Krumpenthal (2025)

Die Vordernberger Bahn zweigt im Leobener Stadtteil Waasen von der Hauptstrecke nach St. Michael ( - Kärnten) nach rechts nordwärts Richtung Donawitz und der Talung des Vordernberger Baches ab. Im Talgrund geht es, vorbei an den Anlagen des Stahlwerkes Donawitz, bis Trofaiach, ab wo das Tal merklich enger und der Linienverlauf hauptsächlich am Fuße der östlichen Talseite kurviger wird.
Im Bahnhof Vordernberg, beginnt die eigentliche Erzbergbahn. Kurz vor dem näher am Ortszentrum gelegenen Vordernberg Markt in der Nähe der Übersetzung der B115, beginnt der (fast) durchgehende Steilanstieg bis zum Präbichl, wenngleich ein kurzer Zahnstangenabschnitt bereits in der Ausfahrtsrampe des Bahnhofs Vordernberg ausgeführt worden war. Mit bis zu 70 ‰ Steigung geht es nun nordwärts an den Abhängen des Kohlbergs und damit hoch über dem eingeschnittenen Bachtal bis zur Anhöhe von Weidau, an der bereits im flacher werdenden Sattelterrain die Bundesstraße neuerlich Richtung Westabhänge des Eisenerzer Reichensteins gequert wurde. Unterhalb des Passes befindet sich nun der Scheitelbahnhof Präbichl, hinter dem sofort in den gleichnamigen Scheiteltunnel eingefahren wird.
An der Nordseite des Präbichl sind bereits die steilen Hanglagen des Erzbergs erreicht und die Trasse unterfährt im Plattentunnel den topographischen Hauptrücken der Erzlagerstätte Richtung Südwesten. Nunmehr an der Ostseite eines steilen Seitengrabens angekommen, wendet sich die Bahn zunächst südwärts in eine Kehrschleife, die den Hintererzberg umfährt und in welcher der frühere Verladebahnhof Erzberg angelegt worden war. Mit Maximalneigung geht es nordwärts bergab bis etwa Blumau, Stadtteil von Eisenerz, das in einer weiteren Kehrschleife (hinein ins Ramsaubachtal) Richtung Krumpental umfahren wird, wo die Steilstrecke endet.

Ab dem Bahnhof Eisenerz geht es nun vergleichsweise flacher (immerhin noch mit einem Gefälle von bis zu 25 ‰) als Erzbachbahn dem Erzbach entlang, der mehrere Male gekreuzt wird, bis zum Gleisdreieck in Hieflau, wo die Hauptstrecke der Rudolfsbahn erreicht wird.

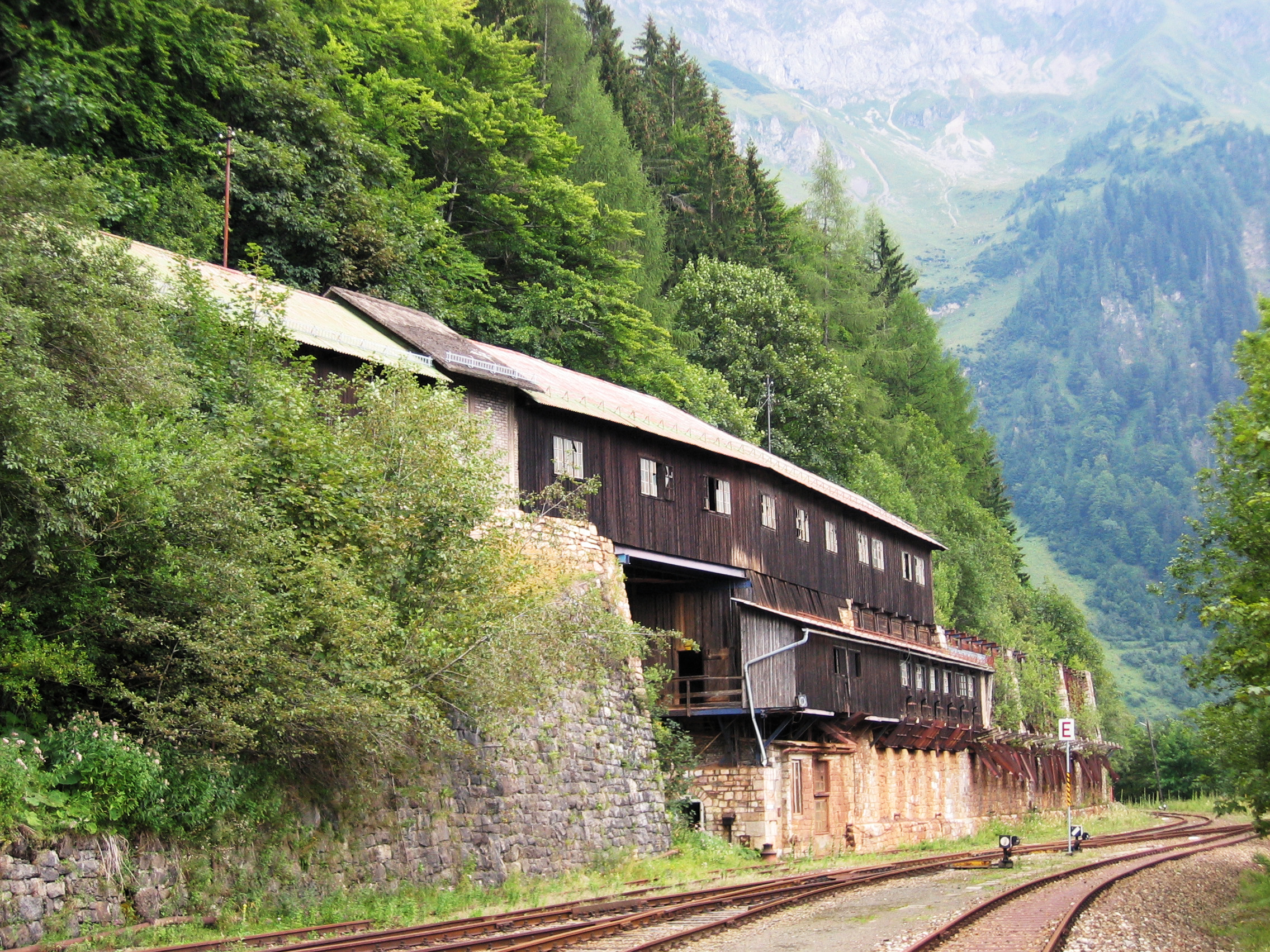
Erzverladeanlage im Bahnhof Erzberg

## Wirtschaftliche Bedeutung
Die Erzbergbahn und speziell der Abschnitt über den Präbichl wurde vorwiegend mit dem Ziel gebaut, das Eisenerz des steirischen Erzbergs möglichst einfach zur Verhüttung nach Leoben-Donawitz bzw. nach Linz zu bringen. Später kamen dann auch touristische Interessen dazu, da sich das Gebiet um den Präbichl als Wander- und Skigebiet etablierte.
Durch die Verdrängung des Personentransports auf die parallel verlaufende Straße (Individualverkehr und Autobuslinien) einerseits sowie den technisch weniger aufwändigen und damit billigeren Erztransport über Selzthal verlor die Bahnlinie ab den 1980er-Jahren zusehends an Bedeutung, was zu den beschriebenen historischen Entwicklungen führte.

## Technik und Betrieb
Die Strecke über den Präbichl wurde bis 1978 als Zahnradbahn mit zweilamelliger Zahnstange nach System Abt auf einer Länge von 14,5 Kilometern betrieben. Sie überwindet in ihrem Lauf Höchststeigungen von 71 ‰ und ist damit die steilste Normalspurbahn Österreichs und führt dabei über sechs gemauerte Viadukte (bis zu 32 m Höhe und 117 m Länge) und durch insgesamt fünf Tunnel.
Die Garantielast der Strecke betrug 110 Tonnen pro Zug. Es wurden daher Erzzüge mit 15 zweiachsigen Waggons und je einer Lokomotive vorn sowie hinten und mit einem Gesamtgewicht von 105 t gebildet. Nach der Einführung der Vakuumbremse konnten mehr Waggons befördert werden, so dass die Zuggewichte auf rund 185 t bei 20 Zweiachsern anstiegen. Durch weitere Verbesserungen konnten die Zuggewichte auf bis zu 440 Tonnen (bei Einsatz von zwei Lokomotiven der Reihe ÖBB 197) gesteigert werden. Die Betriebsform mit zwei Lokomotiven pro Zug hielt sich bis zum Ende des Dampfbetriebes.
Die Streckenhöchstgeschwindigkeit im Zahnradabschnitt betrug anfangs 12 km/h, ab 1912 konnte die Geschwindigkeit auf 15 km/h und schließlich in den 1920er Jahren stellenweise auf 20 km/h angehoben werden. Die Fahrzeit für eine Bergfahrt auf der Südrampe betrug rund eine Stunde, währenddessen musste der Heizer rund 1.500 kg Kohle in die Feuerbox schaufeln.
Ursprünglich wurden die Erzzüge nur durch die mit einer Riggenbach-Gegendruckbremse ausgestatteten Lokomotiven und die Handbremsen der Erzwagen gebremst. Die k.k. Staatsbahnen führten zur Erhöhung der Sicherheit im Jahr 1897 die automatische Vakuumbremse für den Wagenzug ein, welche 1902 und schließlich 1908 (nach einem schweren Unfall im Jahr zuvor) modifiziert wurde. Seitdem wurden auch die Lokomotiven mitgebremst. Ab 1960 erhielten Loks und Waggons eine Druckluftbremse.
Der Winterbetrieb bedeutete immer einen sehr hohen Aufwand zur Freihaltung der Strecke, die oftmals von Lawinen verschüttet wurde. Beispielsweise verlegte am 12. März 1967 eine Lawine vom Eisenerzer Reichenstein die Bahnstrecke auf einer Länge von 200 Metern, so dass diese mit insgesamt 70 Mann und allen verfügbaren Hilfsmitteln wieder freigemacht werden musste.

### Triebfahrzeuge

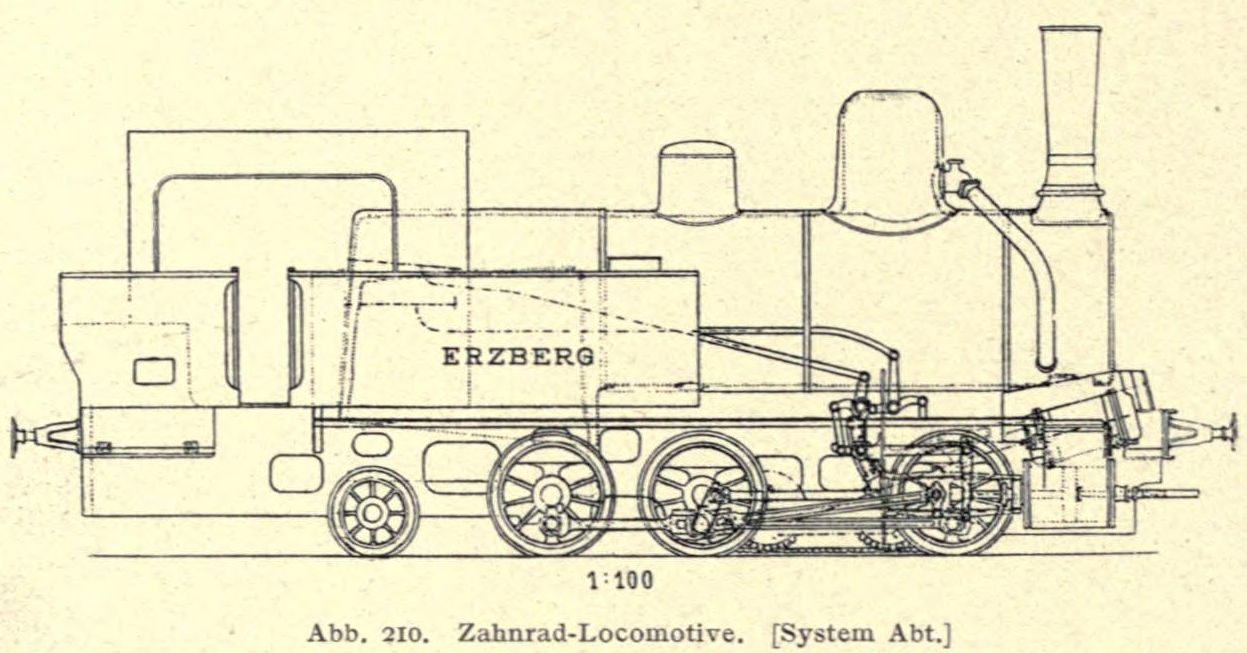
Zahnrad-Lokomotive kkStB-Reihe 69 (1891)

#### Zahnradbetrieb
Auf der Erzbergbahn waren die Dampflokomotiven der Bauart Abt der Baureihen ÖBB 97 (kkStB 69), ÖBB 197 (kkStB 269) und ÖBB 297 sowie die Diesellokomotive 2085.01 für gemischten Zahnrad- und Adhäsionsbetrieb im Einsatz. Die Reihen 197 und 297 waren bei ihrem Erscheinen jeweils die stärksten Zahnradlokomotiven der Welt.
Speziell in den letzten Jahren des Dampfbetriebes war die Bahn aufgrund ihrer technischen Besonderheit ein Anziehungspunkt für Eisenbahnfreunde aus aller Welt.

#### Adhäsionsbetrieb
Nach dem Ende des Zahnradbetriebes kamen modifizierte Diesellokomotiven der Reihe 2043.5 auf die Erzbergbahn.

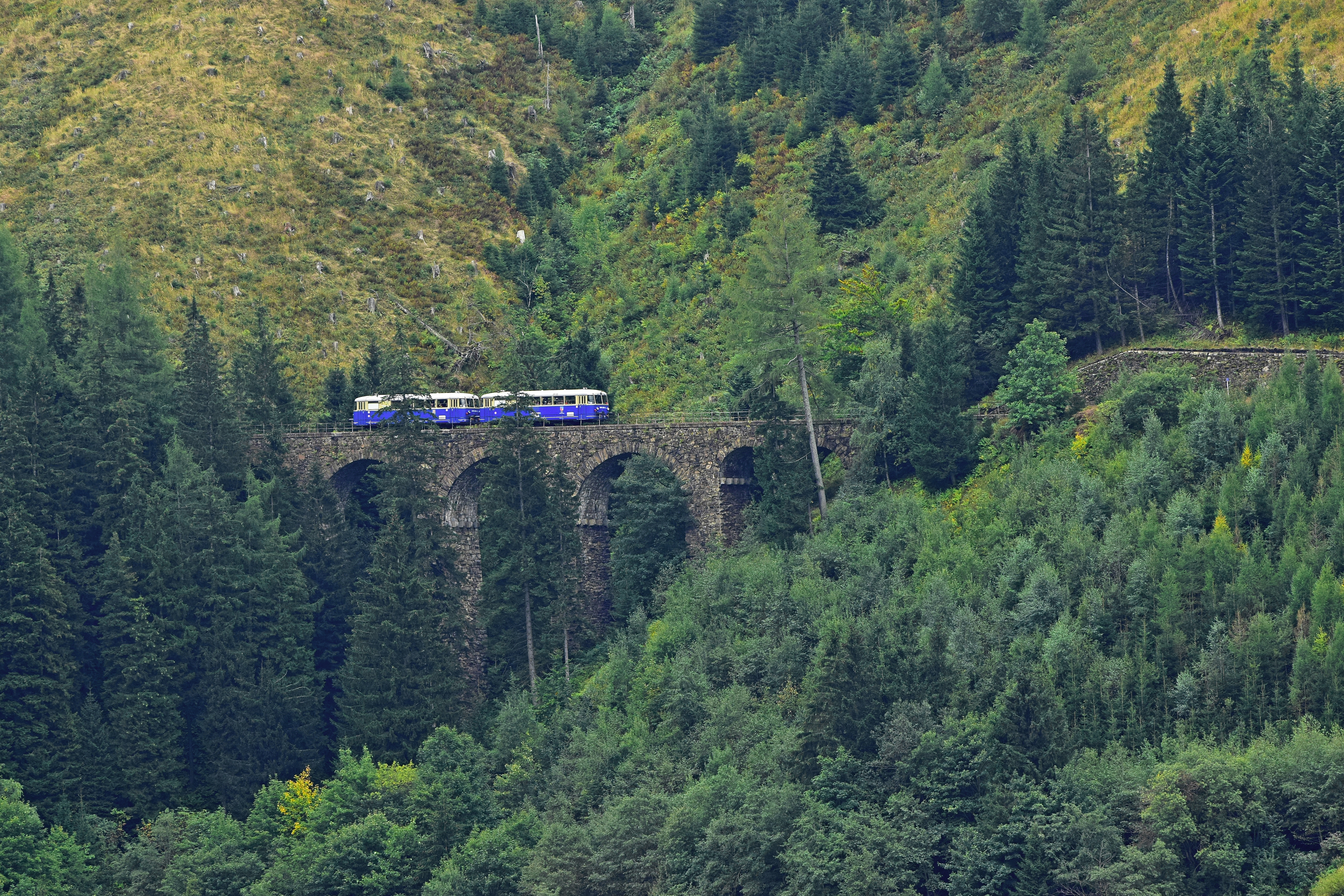
Schienenbusse am Hochbruckengrabenviadukt

Nach dem erfolgreichen Probebetrieb 1971 mit Schienenbussen der Reihe BVT 5081 wurden zunächst vier Garnituren im Ortsgebiet von Vordernberg eingesetzt. Als später die Strecke Vordernberg–Eisenerz bedient wurde, wurden zwei zusätzliche Wagen zugekauft. Alle Schienenbusse wurden u. a. mit einer zusätzlichen Motorstaubremse ausgerüstet und zur Reihe 5081.5 (5081.560–565) umnummeriert. Vier dieser Schienenbusse befinden sich heute im Besitz des Vereins Erzbergbahn.

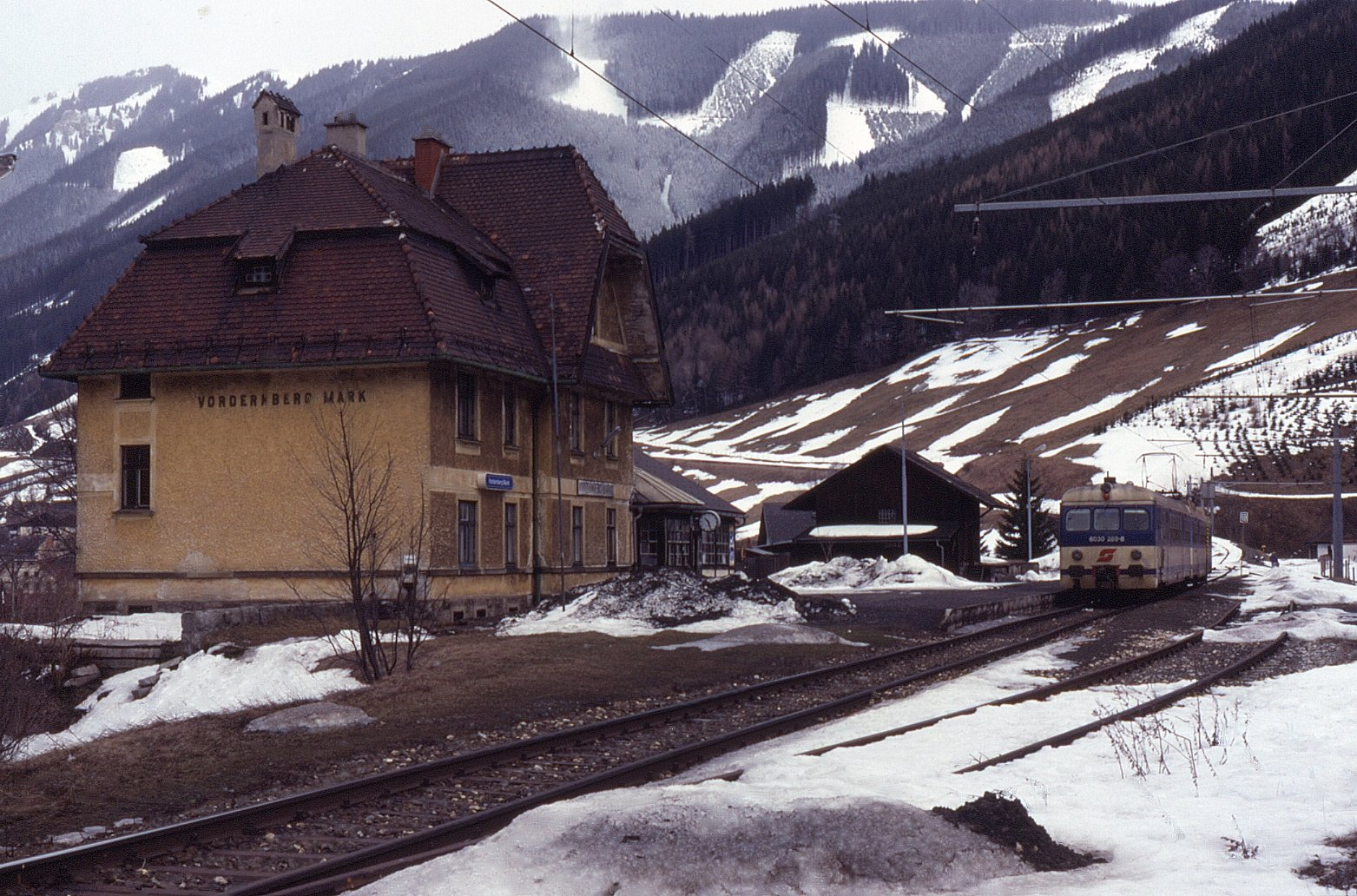
Bahnhof Vordernberg Markt (1992)

Ab 1972 verkehrten mehrere Zugpaare nicht nur über die Scheitelstrecke, sondern durchgehend von Leoben Hbf. bis Eisenerz, ein Zugpaar wurde sogar täglich bis Hieflau mit zweiteiligen Schienenbus-Garnituren geführt. Zur Attraktivierung des ohnehin nur mehr spärlichen Personenverkehrs wurden die Regionalzüge ab Juni 1985 mit einer 2043.5 und zwei Inlandsreisezugwagen der ÖBB geführt.
Knapp vor Einstellung des Regelbetriebs zwischen Vordernberg und Eisenerz wurde das Teilstück Vordernberg–Vordernberg Markt noch elektrifiziert, um die Regionalzüge von Leoben Hbf. bis dorthin führen zu können. Dazu wurden vorerst drei Triebwagen der Reihe 4030 adaptiert: Der Mittelwagen wurde herausgenommen und die Triebwägen verkehrten zweiteilig mit Motorwagen und Steuerwagen. Diese Umstellung beendete die Ära der ab der Elektrifizierung von Leoben bis Vordernberg bis dahin ausschließlich mit Loks der Reihe 1245 bespannten Wagenzüge im Personenverkehr zwischen Leoben Hbf. und Vordernberg.